# Dorner
Dorner ist ein mittelhochdeutscher Wohnortname, der ursprünglich die Bedeutung „der am Dornbusch Wohnende“ hatte. Eine Variante davon ist der Familienname Dorn (um 1364).

## Namensträger
- Adolf Dorner (1840–1892), deutscher Pädagoge
- Alexander Dorner (1893–1957), deutscher Kunsthistoriker
- Alfons Dorner (* 1936), deutscher Skilangläufer
- Anton Dorner (* 1950), österreichischer Skirennläufer
- August Johannes Dorner (1846–1920), deutscher evangelischer Theologe
- Birgit Dorner, Kunstpädagogin
- Christopher Dorner (1979–2013), US-amerikanischer Polizeibeamter, Mordverdächtiger
- Clemens Dorner (* 1991), österreichischer Skirennläufer
- Dieter Dorner (1943–2012), österreichischer Hörfunkmoderator
- Dieter Dorner (Politiker) (* 1967), österreichischer Politiker (FPÖ)
- Edwin Dorner (1926–2012), deutscher Schauspieler und Hörspielsprecher
- Emil Christian Dorner (1848–1922), deutscher Jurist und Gerichtspräsident
- Erwin Dorner (1879–1951), deutscher Verwaltungs- und Polizeibeamter
- Ferdinand Dorner (1925–1993), österreichischer Maler
- Françoise Dorner (* 1949), französische Schriftstellerin und Drehbuchautorin
- Heinrich Dorner (* 1981), österreichischer Politiker (SPÖ)
- Helmut Dorner (Maler) (* 1952), deutscher Maler und Hochschullehrer
- Helmut Dorner (General), österreichischer Brigadegeneral und Diplomat
- Hermann Dorner (1882–1963), deutscher Flugzeugkonstrukteur
- Iben Dorner (* 1978), dänische Schauspielerin
- Isaak August Dorner (1809–1884), deutscher protestantischer Theologe

- Johann Jakob Dorner der Ältere (1741–1813), deutscher Maler und Radierer
- Johann Jakob Dorner der Jüngere (1775–1852), deutscher Maler und Grafiker
- Johann Konrad Dorner (1809–1866), deutscher Maler
- Karl-Heinz Dorner (* 1979), österreichischer Skispringer
- Konrad Dorner (* 1938), deutscher Fußballspieler
- Leo Dorner (* 1947), österreichischer Philosoph
- Mario Dorner (* 1970), österreichischer Fußballspieler und -trainer
- Martin Dorner (* 1985), österreichischer Fußballspieler, -trainer und -funktionär
- Maximilian Dorner (1973–2023), deutscher Autor und Journalist
- Mirko Dorner (1921–2004), deutscher Instrumentenbauer, Komponist und Cellist
- Peter Dorner (1857–1931), österreichischer Kunstschmied
- Raimund Dorner (1831–1917), österreichischer Feldmarschall
- Thomas Dorner (* 1998), österreichischer Fußballspieler und Skirennläufer
- Walter Dorner (1942–2017), österreichischer Chirurg, Präsident der Österreichischen Ärztekammer
- Patrick Dorner (1989-), Bürgermeister der Marktgemeinde Hausmannstätten